# Wiatrak z Grzawy
Wiatrak z Grzawy” – zabytek architektury drewnianej znajdujący się w Górnośląskim Parku Etnograficznym. Obiekt został wybudowany prawdopodobnie w pierwszej połowie XIX wieku w Grzawie, w 1964 roku przeniesiono go do Chorzowa.

## Historia
Wybudowany prawdopodobnie w pierwszej połowie XIX wieku. Pierwotnie obiekt ten został postawiony na wzniesieniu, około pół kilometra na zachód od głównych zabudowań w Grzawie. Pierwszymi właścicielami wiatraka była rodzina Kędziorów, nie określono jednak dokładnie, którzy członkowie rodziny zajmowali się wiatrakiem. Kolejnym właścicielem tego obiektu był Józef Miczek, który objął gospodarstwo w latach 50. XX wieku. W momencie, kiedy Józef Miczek stał się właścicielem gospodarstwa w Grzawie, wiatrak był już nieczynny. Prawdopodobnie zakończył swoje działanie w pierwszej połowie XX wieku. Możliwe jest, że wynikało to ze zbyt małej wydajności wiatraka.
11 maja 1962 roku komisja powołana z ramienia Śląskiego Instytutu Naukowego w Katowicach oraz Konserwatora Zabytków przy Prezydium Wojewódzkiej Rady Narodowej w Katowicach, podjęła decyzje o przeniesieniu wiatraka z Grzawy do Chorzowa, na teren przyszłego skansenu. Z powodu bardzo złego stanu obiektu 12 maja 1964 roku na zlecenie Wojewódzkiej Rady Narodowej w Katowicach przygotowano projekt rekonstrukcji wiatraka. Wiatrak został przeniesiony do Chorzowskiego Muzeum w 1964 roku i był jednym z pierwszych obiektów na ekspozycji.
W 1971 roku rozpoczęto rekonstrukcję wiatraka z Grzawy, lecz w 1973 w wyniku silnych wiatrów uszkodzeniu uległo pokrycie dachu. Ponowne próby rekonstrukcji wiatraka również kończyły się niepowodzeniem. Prace konserwacyjne zostały przerwane w 1976, po kolejnym uszkodzeniu obiektu.
W latach 90. XX w. na zlecenie Dyrekcji Górnośląskiego Parku Etnograficznego w Chorzowie została wykonana przez mgr. inż. Jacka Gałeckiego ekspertyza. Przeprowadzona analiza wykazała, że stan wiatraka pogorszył się. Ponownie sporządzono plan rekonstrukcji wiatraka i w 2010 roku postanowiono pozyskać niezbędne do odbudowy obiektu środki finansowe. Po dofinansowaniu ze środków unijnych, w 2013 roku został rozpoczęty remont wiatraka, który zakończył się powodzeniem w 2014 roku. Od tamtej pory wiatrak jest udostępniony zwiedzającym.

## Opis Konstrukcji

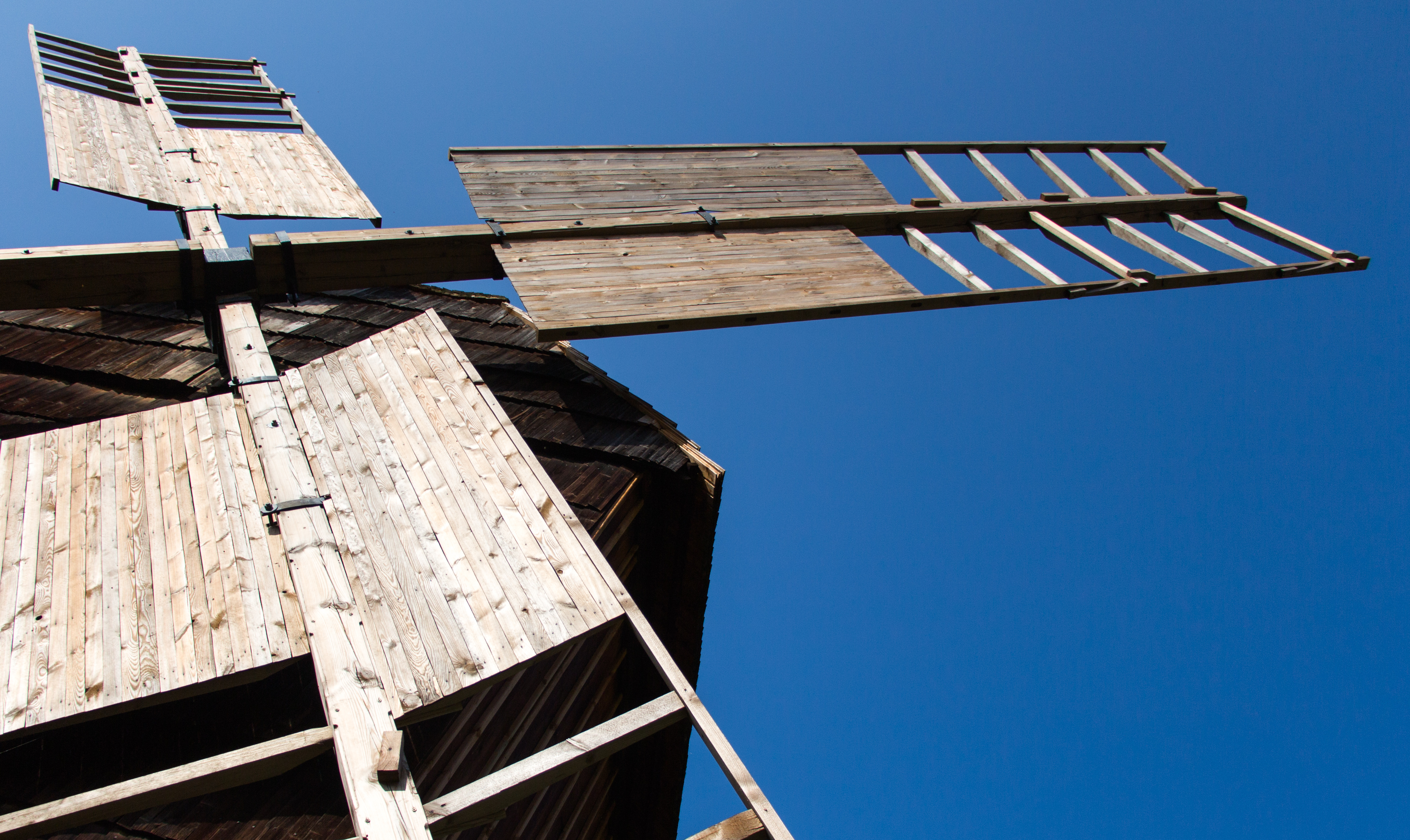
Fragment

### Na zewnątrz
Konstrukcja wiatraka jest słupowo-ryglowa, dach gontowy dwuspadowy z naczółkiem od strony wiatrowej. Ściana od tej strony została pokryta gontami, a pozostałe ściany są szalowane deskami. Wiatrak pierwotnie miał konstrukcję kozłową – spoczywał na skrzyżowanych drewnianych belkach o przekroju 50 cm, a w miejscu ich skrzyżowania osadzony był pionowy słup podparty kozłami.
Wiatrak został przebudowany na paltrak prawdopodobnie w XIX wieku. Przebudowa polegała na ustawieniu wiatraka na żelaznych rolkach, umieszczonych na dębowym pierścieniu z żelazną szyną, które leżały na kamiennym fundamencie. Nad schodami prowadzącymi do drzwi mącznych postawiono drzwi zbożowe, natomiast wyżej znajduje się winda służąca do transportu worków ze zbożem. Obydwie te konstrukcje wiatraka umożliwiały obracanie młyna o 360° w celu ustawienia go na wiatr.

### W środku
Na górnej kondygnacji wiatraka znajdują się urządzenia pracujące: duże koło osadzone na wale skrzydłowym (z datą: 1901), hamulec przylegający do obwodu koła oraz złożenie kamieni młyńskich. Dolny kamień jest nieruchomy, natomiast górny (biegun) obraca się. Biegun osadzono na paprzycy połączonej z wrzecionem, które wprawiano w ruch. Na górnej kondygnacji wiatraka mieści się również wialnia, która służy do oczyszczania zboża oraz żuraw używany do wyjmowania bieguna z drewnianej obudowy, w celu ponownego naostrzenia kamienia.
Na dolnej kondygnacji znajduje się skrzynia mączna, pytel oraz skrzynia otrębna znajdująca się przy ścianie wiatraka.